# Baía do Monte Saint-Michel
O baía do Monte-Saint-Michel (em francês:   baie du Mont-Saint-Michel) é uma extensa zona compreendida entre os departamentos de Ille-et-Vilaine e Mancha (França), em redor do monte Saint-Michel.

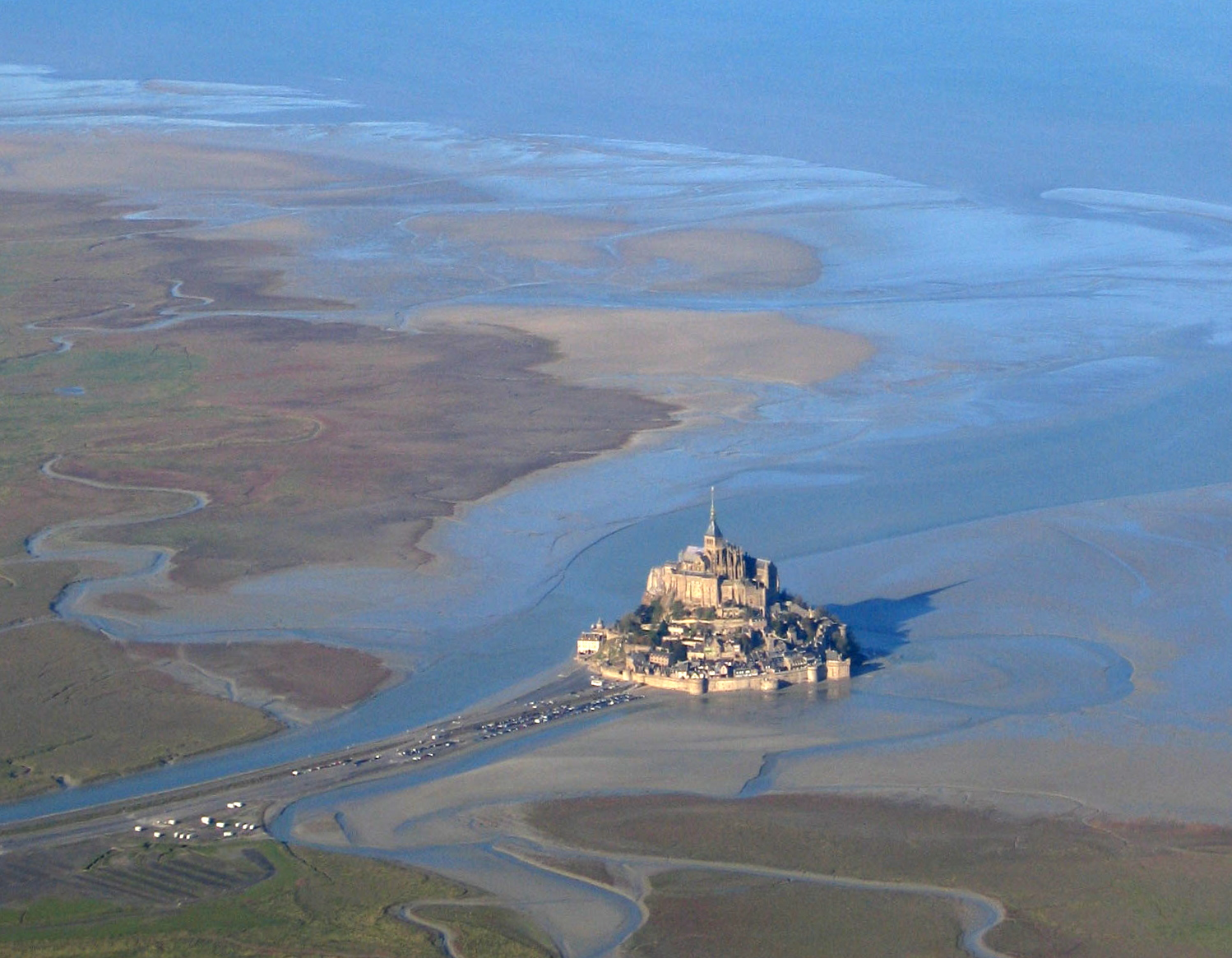
Vista aérea da baía

A característica mais notável da baía são as suas impressionantes marés, capazes de a converter em poucas horas numa gigantesca praia de vários quilómetros de largura. Ao subir a maré, as águas recuperam o seu lugar, até rodear completamente o monte e o converterem novamente numa ilha.
O monte Saint-Michel e a sua baía figuram desde 1979 na lista de Património da Humanidade da UNESCO.

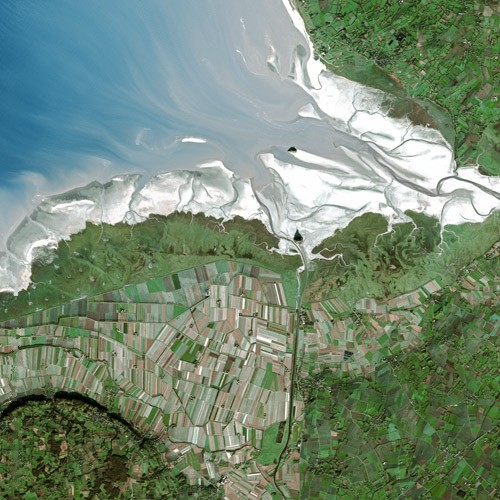
Imagem de satélite da baía